# Ekkard
Ekkard (také: Ekkehard; Ekhard; Helicardus; † 8. srpen 1023) byl pražský biskup v letech od 1017 do 1023.

## Život
Prý byl příbuzným císaře Jindřicha II. V mládí vstoupil do řádu benediktinů a byl mnichem v Břevnovském klášteře. Později se stal opatem v naumburském klášteře. Ve vyšším věku byl povolán proboštem pražské kapituly do Prahy.
Po smrti pražského biskupa Thiddaga byl zvolen pražským biskupem, ačkoli kníže Oldřich chtěl prosadit svého kaplana Přibyslava.
Po investituře 8. října 1017 se mu dostalo svěcení v Merseburgu od mohučského metropolity Erkanbalda.
Během svého funkčního období vedl Ekkard pravidelné diecézní synody, což mu umožnilo ovlivňovat duchovenstvo a skrze to lid.
Kněží museli biskupovi dvakrát ročně a osobně podávat zprávu o své činnosti a museli přijímat nařízení týkající se své části biskupství.
Ekkard ovládal český jazyk a byl prý výborný kazatel.